# Pseudohypoaldostéronisme
 (mai 2021).
Si vous disposez d'ouvrages ou d'articles de référence ou si vous connaissez des sites web de qualité traitant du thème abordé ici, merci de compléter l'article en donnant les références utiles à sa vérifiabilité et en les liant à la section « Notes et références ».
Le pseudohypoaldostéronisme est un état pathologique rare défini par l'insuffisance d'action d'une hormone, l'aldostérone, secrétée par la cortico-surrénale, sur des organes cibles, les reins. Les récepteurs ciblent de l'aldostérone sont situés au niveau du tube contourné distal des néphrons. 
Cliniquement, la maladie ressemble à l’hypoaldostéronisme (caractérisée par un manque de sécrétion hormonal) mais les différents dosage d'aldostérone retrouvent un taux élevé, une hyperaldostéronémie qui dans cette situation particulière s'accompagne paradoxalement d'une hyperkaliémie.